# Историја Зимбабвеа
Зимбабве је држава која се налази у јужном делу Афричког континента, измећу Викторијиних водопада, језера Карибе, реке Замбези на северу и реке Лимпопо на југу. Зимбабве се граничи са Јужном Африком на југу, Боцваном на западу, Замбијом на северу и Мозамбиком на истоку. Главни град је Хараре. Због свог геополитичког положаја уз реку Замбези, ова држава се сврстава у земље јужне Африке.
Након Ланкастеровог уговор из 1979. године, дошло је до признавња државе. Уједињено Краљевство је 18. априла 1980. године одобрило независност Зимбабвеа. Почетком 21. века ситуација у земљи се погоршала, због увођења економских санкција од стране западних земаља, али и због корупције у влади. Због економске нестабилности велики број грађана Зимбабвеа отишао је ван њених граница. Пре независности земље, Зимбабве је био познат као Родезија, Јужна Родезија и Зимбамве Родезија.

## Пре-колонијални период (1000—1887)
Пре доласка говорника банту језика, данашњи Зимбабве су насељавали предаци Бушмана. Први људи који су говорили банту језиком били су пољопривредници који су стигли пре око 2000. година.
У 10. веку развијале су се заједнице у јужном делу Зимбабвеа, где су откривени фрагменти керамичких фигура, фигуре животиња и птица, као и лутке. Становници су се бавили препродајом слоноваче, а имали су добро развијену трговину са трговцима на обали Индијског океана.
Керамика која припада западном току експанзије Банту (понекад звана Калунду) пронађена је на локалитетима у североисточном Зимбабвеу, а датира из 7. века.
Данашњи источни и западни делови земље насељавали су банту говорници и ширили своју културу.
Верује се да су се друштва која су говорила каланга језиком први пут појавила у средњој долини Лимпопо покрајине у Јужноафричкој Репулици у 9. веку, пре него што су прешли на подручје данашње државе Зимбабве. Зимбабвесја висорана касније постала центар држава Каланга.. Краљевство Мапунгубве било је прво у низу трговинских држава развијених у Зимбабвеу до времена првих европских истраживача из Португала. Трговали су највише златом, слоновачом и бакром, за тканину и стакло.
У 13. веку Мапангубве је ушла у састав Краљевине Зимбабве. Ова држава Каланга народа додарно је проширена, а архитектура Каланге и данас је очувана у Великом Зимбабвеу. У периоду од 1450 до 1760. године, Зимбабве је уступио и дозволи стварање Краљевине Мупапа. Ова држава Каналга народа владала је великим делом данашњег Зимбабвеа и централном деловима Мозамбика.
Позната је по многим именима, Мутапа, Мбенемутапа, а и по својим трговачким путевима, са Арапима и Португалцима. Ипак, држава је уништена од стране португалских насељеника који су осавили царство у колапсу почетком 17. века. Као директан одговор на португалску агресију, појавила се нова Каналга држава звана Розви царство. Ослањајући се на векове војног, политичког и верског развоја, Розви (што значи разарач) је протерала Португалце са зимбабвејске висоравни. Розви су наставили традицију градње камених објеката, развили модерна оружја и увели професионалну војску како би заштитили своје трговачке путеве и освајали нове територије.
Око 1821. године, генерал Мзиликази успешно се побунио против краља Шаке и створио сопствену јединицу Нбделе, која се борила у Републици Трансвал. До 1838. године, Розви царство заједно са другим ситним савезним државама освојили су Нбделе.
После губитка преосталих држава на простору данашље Јужноафричке Републике 1840. године, Мзиликази и његовор племе су се населили западно од данашњег Зимбабвеа, а ту је основан њихов главни град. Њихово друштво организовано је у војни систем, да би се одбили даљи напади противника. Мзиликази је преминуо 1868. године, а престо је наследио његов син Лобенгула.

## Колонијално доба (1888—1980)
Осамдесетих година 19. века Британци су стигли у Зимбабве са неколико компанија. Године 1898. држави је усвојено име Јужна Родезија. Британски конолонијалиста Сесил Роудс је 1888. године добио концесију за рударска права од краља Лумебгуле. Роудс је представио ову концесију да убеди Владу Уједињеног Краљевства да додели краљевску повељу својој компанији у Африци, а затражио је и дозволу за даље преговоре о концесијама које покривају предела између реке Лимпопо и језера Тангањика. У складу са условима поменутих концесија и договора, Роудс је промовисао колонизацију земљишта у региону, уз британску контролу над радом, као и на контролу током вађења драгоцених метала и других минералних ресурса.
Године 1895. држава је усвојила име Родезија, а 1898. године то име постало је званична ознака за регион јужно од Замбезија који је касније постао Зимбабве. Племе Шона покренуло је неуспешне побуне против компанија и Сесила Роудса, 1896. и 1897. године, познате као Прва Чимуренга. Након неуспелих побуна Шона и народ који је стајао уз њега постао је предмет Роуфсове администраије, а на простору где су они насељени, почела су да ничу европска насеља. Дошло је до несразмерне поделе земље, фаворизовања Европљана, расељавање Шоне, народа Нбделе и других аутохтоних народа.
Јужна Родезија је постала самоуправна британска колонија у октобру 1923. године, након референдума одржаног претходне године. Многи народи Родезије служили су у име Уједињеног Краљевства током Другог светског рата.
Године 1953. Британци су консолидовали две колоније Родезије са Ниасаландом (сада Малавијем) у незаконитој Федерацији Родезије и Њасаланду, у којој је доминирао јужна Родезија. Растући афрички национализам и генерално неслагање, нарочито у Ниасаланду, убедио је Уједињено Краљевство да раскине Унију 1963. године, формирајући три колоније. Како је колонијално правило завршавало широм континента и док су владе афричке већине преузеле контролу у суједној северној Родезији и Ниасаланду, родоска влада беле мањине на челу са Ијаном Смитом направила је једнонатералну декларацију о независности из Уједињеног Краљевства 11. новембра 1965. године. Уједињено Краљевство сматрало је да је то бунтовнички чин, али није поново успоставио контролу силом. Бела мањинска влада прогласила је републику 1970. године. Након тога дошло је до грађанског рата. Иак Смитову декларацију није признала Велика Британија нити било каква друга страна снага, Јужна Родезија је одбацила ознаку "јужно" и захтевала статус државе као Родезија 1970. године иако није била призната на међународном нивоу.
Марксистичко - националистичке групе Роберта Мугабеа и Џошуе Нкома су започеле герилску групу уз војну помоћ СССР, НР Кине и Северне Кореје. Рат је трајао све до краја 1979. а на основу Споразума у Ланкастер хаусу, крајем фебруара 1980. године су одржани скупштиниски избори. Након кампање коју су обележиле масовна застрашивања и бројна друга кршења људских права и изборног процеса герилске групе ЗАНУ, њен вођа Роберт Мугабе је однео убедљиву победу.

## Независност и дешавања осамдесетих година
Родезија је под Мугабеовим вођством 18. априла 1980. променила име у Република Зимбабве, а промењена су и многа имена места и улица. Независност је прослављена на стадиону Руфаро у главном граду Хараре. Овом догађају присуствовали су многи страни званичници, укључујући и Индиру Ганди, Шеху Шагарија, Кенет Каунда, Малком Фрасера и многе друге. На догађају је певао Боб Марли песму Зимбабве, коју је написао на позив владе. Председник Шагари обећао је донацију од 15 милиона долара. Мугабеова влада искористила је дое новца за куповину медијских компанија које су биле у власништву Јужноафричке Републике и тако повећала контролу над медијима. Остатак новца отишао је на обуку студената и владиних рандика, као и војника на акдемији. Мугабеова влада променила је име главног града из Салисбери у Хараре 18. априла 1982. године на дан друге годишњнице независности. Влада је име једној улици у престоници дала у част Самора Машела, председника Мозамбика.
Нови Устав земље предвидео је председника као извршног шефа државе са премијером као шефом владе. Канан Банана, методистички свештеник, био је први председник државе Зимбабве. У влади је измењен Устав 1987. године, како би се обезбедила функција извршног председника и укинула функција премијера. Уставне измене стушиле су на снагу 1. јануара 1988. године, а Роберт Мугабе би је председник. Парлемент Зимбабвеа имао је изабрану скупштину и индиректу изабрани Сенат, делом састављен од шефа племена. Устав је успоставио два одвојена гласачка листа, један за припаднике црне расе који већина и имали 80% места у скупштини, а други за белу расу и друге ентичке мањине, којих је било 20%. Влада је 1990. године укинула Сенат и повећала број чланова у парламенту, како би укључила чланове које је председник предлагао.
Премијер Мугабе је водио војску Петера Валаса у својој влади и поставио га за првог човека Зимбабвејске народне револуционарне војске, Зимбабве Афричке народноослободилачке војске и Родезијске војске. Док су западни медији похвалили напоре Мугабеа у помирењу са белом мањином, убрзо се развила тензија. На Мугабеа је покушано неколико атентата. Би-Би-Си је интервјуисао Валаса 11. августа 1980. године, а он је рекао да је затражио од британске премијерке Маргарет Тачер да поништи изборе 1980. године пре званичног објављивања резултата на основу тога што је Мугабе користио застрашивање за победу на изборима.
Министар за информисање Нејтан Шамуиарира изјавио је свим оним Европљанима који не прихватају нови поредак да спакују оду из земље. Он је такође изјавио да влада ради на побољшању правних и административних мера против Валаса. Мугабе је након доласка из Сједињених Држава где се састао са Џими Картером у Њујорк изјавио: "Једно је сасвим јасно - у нашем друштву нећемо имати нелојалне људе."
Етничке поделе убрзо су се вратиле на прву страну националне политике. Напетост између ЗАПУ-а и ЗАНУ-а избила је са герилском активношћу у југозападном Зимбабвеу. Нкомо (ЗАПУ) је отишао у изгнанство у Британији и није се вратио док Муагабе није гарантовао за његову сигурност. Године 1982. званичници државне безбедности открили су велике предмете оружја и муниције у власништву ЗАПУ-а, оптужујући Нкомоа и његове следбеника да планирају срушити владу. Мугабе је отпустио Нкомоа и његове најближе помоћнике из кабинета. Седам посланика и чланови Родезијског фронта, напустили су странку Ијана Смитоа, 4. марта 1982. године, јер су били незадовољни његовом политиком.
Због нерешене безбедносне ситуације одмах након независности, Влада је задржала на снази "ванредно стање". Од 1983. до 1984. године влада је прогласила полицијски час у подручјима Матабелеланда и упућивала је у војску у покушају сузбијања припадника племена Нбделе. Кампања, позната под називом Гукурухунди, резултирала је најмање са 20.000 цивилних смртних случајева које је извршила елитна бригада из Северне Кореје, позната у Зимбабвеу као Гукурахунди.
Афрички национални савез Зимбабвеа – Патриотски фронт је имао већину на изборима 1985. године, освојивши 67 од 100 места. Већина је Мугабеу дала прилику да почне да прави измене у Уставу, укључујући оне у вези са рестаурацијом земљишта. Борба није престала док Мугабе и Нкомо нису постигли споразум у децембру 1987. године, чиме је ЗАПУ постао део ЗАНУ-ПФ и влада је променила Устав како би Мугабе постао први извршни председник државе и Нкомо један од два потпредседника.

## Зимбабве у 21. веку
Године 2009. године Морган Цвангирај, положио је заклетву као премијер Зимбабвеа. До 2009. годиен инфлације достигла свој максимун под владом Мугабеа, а валута Зимабвеа била је безредна. Опопзиција је поделила моћ са режимом Мугабеа између 2009 и 2013. године. Зимбабве је прешао на употребу америчког долара као валуту, а економија се побољшала и постигла је стопу раста од 10% годишње
Године 2013. Мугабе је освојила изворе, које су много медији сматрали фалсификованим, а Уједињене нације, Афричка Унија и Сједињене Државе одобрили су изборе као слободне и поштене.
До 2016. године економија је значајно опала, а протести су били широм земље. Војска је 15. новембра 2017. године ставила Мугабеа у кућни притвор и уклонила га са власти и изјавила д аје он безбедан. Војска је поставила тенкове око владних зграда у Харуару и блокирала главни пут до аеродрома. Роберт Мугабе поднео је оставку 21. новембра 2017. године, а на његово место дошао је Емерсон Мнангагва, који је положио заклетву 24. новембра 2017. године.
Нови избори одржани су 30. јула 2018. године, како би изабрали председника и места у парламенту. Владајућа странка Афрички национални савез Зимбабвеа – Патриотски фронт освојила је већину места у парламенту, а актуелни председник Мнангаба однео је победуо потш је добио 50,8% гласова. Опозиција је оптужила владу да су избори намешени, а након избора уследили су немири који су резултатирали са три смртна случаја.